# Prix Paul Bastard
Prix Paul Bastard är ett montélopp för femåriga hingstar och ston som äger rum i februari på Hippodrome de Vincennes i Paris i Frankrike. Det är ett Grupp 2-lopp, man måste minst ha sprungit in 45 000 euro för att få starta.
Loppet rids över 2700 meter på stora banan på Vincennes, med voltstart. Den samlade prissumman är 120 000 euro, och 54 000 euro i första pris.

## Vinnare
| År   | Häst              | Efter             | Kusk                      | Tränare                 | Tid    |
| ---- | ----------------- | ----------------- | ------------------------- | ----------------------- | ------ |
| 2024 | Jean Balthazar    | Alto de Viette    | Benjamin Rochard          | Pascal Castel           | 1'12"9 |
| 2023 | Inshore           | Real de Lou       | Alexandre Abrivard        | Laurent-Claude Abrivard | 1'12"8 |
| 2022 | Hirondelle du Rib | Rolling d'Héripré | Jean-Loïc Claude Dersoir  | Joël Hallais            | 1'13"5 |
| 2021 | Grace de Fael     | Sam Bourbon       | Matthieu Abrivard         | Thierry Duvaldestin     | 1'11"9 |
| 2020 | Fléche Bourbon    | Saxo de Vandel    | Alexandre Abrivard        | Sébastien Guarato       | 1'13"1 |
| 2019 | Exotica de Retz   | Prodigious        | Delphine Beaufils Ernault | Sébastien Ernault       | 1'13"4 |
| 2018 | Dexter Fromentro  | Qwerty            | Camille Levesque          | Thomas Levesque         | 1'14"4 |
| 2017 | Canadien d'Am     | Ready Cash        | Mathieu Mottier           | Franck Leblanc          | 1'14"3 |
| 2016 | Bilibili          | Niky              | Alexandre Abrivard        | Laurent-Claude Abrivard | 1'13"9 |
| 2015 | Astor du Quenne   | Opus Viervil      | Éric Raffin               | Sébastien Guarato       | 1'14"9 |
| 2014 | Vision Intense    | Prodigious        | Nathalie Henry            | Philippe Moulin         | 1'14"8 |
| 2013 | Unikaranes        | Montecatini       | Alexandre Abrivard        | Laurent-Claude Abrivard | 1'14"7 |
| 2012 | Trotting Race     | Goetmals Wood     | Nathalie Henry            | Jean Baudron            | 1'17"0 |
| 2011 | Singalo           | Goetmals Wood     | Éric Raffin               | Louis Baudron           | 1'13"5 |